# 中島弘二
中島 弘二（なかじま こうじ、1945年8月26日 - ）は、茨城県出身のプロゴルファー。

## 来歴
17歳からゴルフを始め、1968年にプロ入りする。
1977年の三菱ギャランでは初日を浦西武光・許勝三&謝永郁&陳健忠（中華民国）・河野高明・高井吉春と共に68をマークして2位タイでスタートし、1978年の阿蘇ナショナルパークオープンでは西宮辰幸・高井・今井昌雪と並んでの8位タイに入った。
1980年の関東オープンでは初日を天野勝・横島由一・菊地勝司・草壁政治・今井・村上隆・矢部昭と並んでの9位タイでスタートし、3日目には矢部と共に安田春雄・藤間達雄と並んでの3位タイに着けた。
1980年のブリヂストンオープンでは32位にいた2日目にインで31とダッシュしてアウトもパープレーでまとめ、2位タイの石井秀夫・矢部に1打差の67をマークし、通算5アンダー139で首位を奪った。3日目には石井にかわされて矢部と並んでの2位タイとなり、最終日には草壁と並んでの7位タイに入った。
1981年のフジサンケイクラシックでは2日目に11番のショートホールでホールインワンを記録し、東北クラシックでは初日を入江勉と共に68の2位タイでスタートする。
1986年にはNST新潟オープンで金井清一・大町昭義・木村政信と並んでの5位タイに入り、1992年の大京オープンを最後にレギュラーツアーから引退。　
トーナメント出場の傍ら、所属クラブで研修生を指導し、パワーと個性を引きだすレッスンプロとしても評判が高く、小林浩美の育ての親となった。
1995年にはシニア入りし、五島昇メモリアルとうきゅうシニアカップで新井規矩雄・小川清二、ビル・ダンク（オーストラリア）、松本紀彦を抑えて初優勝を果たす。
1996年には第一生命カップシニアで竹安孝博・渡辺修・松井利樹と並んでの9位タイ、TPCスターツシニア7位タイに入り、日本プロシニアではテリー・ゲール（オーストラリア）、石井裕士・金井・鈴村照男・長谷川勝治・安田春雄・菊地勝司・小林富士夫を抑えて優勝。日本シニアオープンでは青木功、ゲーリー・プレーヤー（南アフリカ）、グラハム・マーシュ（オーストラリア）に次ぐ4位に入った。
1998年にはTPCスターツシニア10位、日本プロシニアでは金井の2位に入った。
2003年のPGAフィランスロピービックライザックシニアには陳志明（中華民国）、中尾豊健、マイク・ファーガソン（オーストラリア）、山本善隆と並んでの7位タイに入った。
2004年にはキャッスルヒルオープンでは中村彰男・横島由一と並んでの6位タイに入った。
2016年の日本プロゴールドシニアでは目にも異常が出てきたほか、大会1週間前に転んで痛めた右足に内出血が残る中、初日を1アンダーでまとめる。首位と1打差で最終日をスタートし、2番でイーグル、3番でバーディを奪って一気に先頭に踊り出ると、その後は4ボギーを叩いて貯金を全部吐き出したが、16番をバーディとして1打差で逃げ切る。
2019年の日本プロゴールドシニアでは初日を1バーディ・1ボギーのイーブンパーでまとめ、71のエージシュート達成で単独首位に立った。
2022年に日本プロゴールドシニアに出場した後は体調を崩し、復活までに時間を要したが、2024年には小川に次ぐ2番目の年長者としてティーチングプロゴールド選手権に出場。初日に前半を1バーディ・4ボギーと凌いたが、後半は11番でバーディを獲ると12番、13番では連続ボギーを叩く。14番パー5ではバーディを取り返し、15番ではボギーと出入りの激しいゲームが続いたが、後半1つスコアを落とすにとどまり、全体でみれば3オーバー5位タイで首位と2打差の上位に着け、75でエージシュートも達成。
小林の他には香妻琴乃の師匠としても知られ、現在は工藤遥加を指導するほか、週2、3回のラウンドレッスンを茨城ゴルフ倶楽部で行っている。

## 主な優勝
- 1995年 - 五島昇メモリアルとうきゅうシニアカップ
- 1996年 - 日本プロシニア
- 2014年 - ISPS・HANDA CUP・フィランスロピーシニア
- 2016年 - 日本プロゴールドシニア

## 著書
- 「ゴルフこう練習したら3年でプロになった: 小林浩美をトップ・プロにした秘密練習法 (プレイブックス 527)」青春出版社、1990年6月1日、ISBN 978-4-41-301527-1
- 「スウィング基礎講座 (廣済堂文庫―アサヒゴルフ・レッスンシリーズ)」廣済堂出版、1991年4月1日、ISBN 978-4-33-170009-9
- 「飛距離が伸びるバランス打法―実戦で強くなるゴルフ (廣済堂ゴルフライブラリー)」廣済堂出版、1999年4月1日、ISBN 978-4-33-135256-4